# Gnathoenia tropica
Gnathoenia tropica là một loài bọ cánh cứng trong họ Cerambycidae.